# Ummerstadt
Ummerstadt è una città di 452 abitanti della Turingia, in Germania.
Appartiene al circondario (Landkreis) di Hildburghausen (targa HBN) ed è parte della comunità amministrativa (Verwaltungsgemeinschaft) di Heldburger Unterland.